# Ho är den som, trött av striden
Ho är den som, trött av striden är en kristen psalm. Texten är skriven 1810 av Johan Olof Wallin och bygger på psaltaren 15.

## Publicerad i
- Den svenska psalmboken 1819, som nummer 277 under rubriken "Kristligt sinne och förhållande - I allmänhet: Förhållandet till oss själva och nästan: Ståndaktighet, rättvisa, redlighet i handel och vandel".[2]
- Den svenska psalmboken 1937, som nummer 405 under rubriken "D. Det kristna livet - 8. Trons bevisning i levnaden".[1]